# 高飛電影
《高飛電影》（英語：A Goofy Movie）是一部1995年上映的美國動畫音樂喜劇冒險電影，由迪士尼卡通工作室和迪士尼电视动画公司製作，凱文·利瑪執導。該電影基於迪士尼午後電視系列《高飛家族》並作為該節目的獨立續集。配音陣容包括比爾·法爾莫、詹森·馬斯登、金·卡明思、凱莉·馬汀、羅布·保森和華萊士‧肖恩。故事發生在《高飛家族》事件之後的三年，圍繞著高飛和他的兒子麦斯·高飞的父子關係。高飛試圖通過帶著麥斯進行一次橫越全國的釣魚之旅，以與兒子建立更深的聯繫。
迪士尼原本考慮製作《高飛家族》的電視特輯版，卻想到製作一部由高飛主演的動畫劇場電影。導演利瑪希望將高飛打造成一個具有情感的角色，能夠引起觀眾的共鳴。大部分演員重新擔任了他們在該節目中的角色，丹娜·希爾的聲音由馬斯登接替。此外，R&B藝術家泰文·坎貝爾為電影中的虛構名人音樂家Powerline提供聲音，並演唱了歌曲《Stand Out》和《I 2 I》。
該電影於1995年4月7日在美國和加拿大上映，由華特迪士尼影業發行。由於早前被解僱的杰弗瑞·卡森伯格已經批准電影的製作，因此迪士尼認為這部電影的發行是一項合同義務。首映票房成績不佳，票房僅收入為3760萬美元，而製作成本為1800萬美元。影評人對該片的評價好壞參半。然而，隨著在家庭媒體的發行，該片贏得邪典追捧，並在迪士尼作品中變得更為突出。續集《極限高飛》於2000年2月29日以錄影帶形式發行。

## 劇情大綱
麥斯·高飛是高飛的兒子，但隨著麥斯長大，他開始感到對自己長得越來越像父親的外貌產生擔憂在暑假的最後一天，他和朋友皮傑以及鮑比·茲默魯斯基在學校體堂劫持了馬祖爾校長的演講，舉辦了一場小型音樂會，麥斯扮演流行歌手「Powerline」。這場表演讓麥斯成為學校名人，並讓他的暗戀對象羅克珊留下深刻的印象。
隨後，麥斯、皮傑和鮑比被送到校長辦公室。在等待的過程中，麥斯和羅克珊交談，她邀請他參加朋友史黛西的派對，並在派對透過按次付費觀看Powerline的現場直播音樂會。然而，校長警告高飛，麥斯的行為可能導致退學。不知情的高飛因擔憂兒子的未來，決定帶麥斯離開家鄉展開一場前往愛達荷州命運湖的釣魚之旅，並沿著高飛和父親在1960年代走過的路線前進。
在離開城鎮之前，麥斯試圖取消與羅克珊的約會。然而，當羅克珊考慮與其他人一同參加時，麥斯感到恐慌，於是即興編造了一個故事，描述他父親與流行歌手Powerline相遇的故事，並承諾他和高飛將在音樂會上登臺表演。儘管麥斯仍反對出遊，但高飛仍計劃了父子的旅行，然而最初的行程幾乎以災難告終。在一個以負鼠為主題的主題樂園中，高飛不經意地羞辱了麥斯，引起了麥斯的憤怒。後來，皮特和皮傑在湖邊露營時意外遇到了他們。皮傑告訴麥斯，家鄉的同學都期待在Powerline音樂會上看到他，皮特則敦促高飛控制好麥斯。高飛帶著兒子去釣魚，展示了完美的捕魚技巧，卻意外地引來了大腳怪。皮特和皮傑在危險中逃脫，迫使高飛和麥斯被迫與大腳怪度過一夜。
當天晚上，當高飛入睡時，麥斯偷偷改變了地圖的路線，將目的地指向洛杉磯舉行的音樂會長地。第二天早上，高飛決定由麥斯擔任旅行的導航員。兩人去了滿足各自興趣的不同地點。最終，他們在一家汽車旅館再次遇到了皮特和皮傑。當皮特意外聽到他們的對話時，他告訴高飛，麥斯欺騙了他前往洛杉磯的真相。隔天，父子來到一個岔路口：一條通往愛達荷州，另一條通往加利福尼亚州。麥斯選擇了通往加利福尼亞州的路線，這讓沮喪的高飛停下車，氣憤地離去。車子在剎車鬆動的情況下滾動起來，使得高飛和麥斯追趕著它，最終來到了科羅拉多河。在一場激烈的爭吵之後，高飛說無論馬克斯長大到什麼程度，他永遠是他的兒子，兩人終於和好。得知馬克斯對羅克珊的承諾後，高飛決定帶他去洛杉磯的音樂會。然而，兩人在駕車的過程中差點墜入大峽谷的瀑布，但麥斯巧妙地運用完美的捕魚技巧救了高飛。
晚間，高飛和麥斯抵達音樂會現場，試圖偷偷溜進後台，最終卻意外登上舞台實現了與Powerline共舞的表演。這一切被皮特、羅克珊和其他同學通過電視分開觀看。高飛和麥斯隨後乘著損壞的車返回羅克珊的家。馬克斯向羅克珊坦白實情，羅克珊則承認她自第一次聽到麥斯如同其父親的標誌性笑聲以來，就一直對他有好感。由於旅途中受到的損害，高飛的車突然爆炸，將高飛彈射出去。他穿越到羅克珊家的門廊屋頂，最終，麥斯向羅克珊介紹了他的父親。

## 登場角色
- 詹森·馬斯登 飾 麦斯·高飞：電影主角，高飛進入青春期開始叛逆的兒子。
  - 阿隆·羅為麥斯的歌聲提供配音。
- 比爾·法爾莫（英语：Bill Farmer） 飾 高飛：一位辛勤工作、手忙腳亂的單親父親，在商場百貨公司的照相館擔任攝影師。
- 羅布·保森（英语：Rob Paulsen） 飾 皮傑（P.J.）：皮特的兒子，也是麥斯最要好的朋友。
- 吉姆·卡明斯 飾 皮特：高飛的同事，在公路旅行中與父子兩人相遇。
- 凱莉·馬汀（英语：Kellie Martin） 飾 羅克珊（Roxanne）：麥斯的高中同學及暗戀對象。
- 保利·肖爾（英语：Pauly_Shore）（未掛名）飾 羅伯特「鮑比」·齊姆魯斯基（Robert "Bobby" Zimuruski）：是麥斯和P.J.在學校的密友。
- 華萊士‧肖恩（英语：Wallace Shawn） 飾 馬祖爾校長（Principal Mazur）：麥斯學校的嚴格校長。
- 弗兰克·维尔克 飾 大腳怪（Bigfoot）：傳說中半人半猿的動物，居住在森林中。
- 珍納·馮·奧伊（英语：Jenna von Oÿ） 飾 史黛西（Stacey）：羅克珊的好朋友和學生會主席。
- 泰文·坎貝爾（英语：Tevin_Campbell）（未掛名）飾 Powerline：麥斯及其同輩們仰慕的著名流行巨星。

除了主要和配角陣容外，凱文·利瑪飾演負鼠萊斯特（Lester the Possum）：是負鼠萊斯特樂園的一個吉祥物角色，同時還為羅克珊的父親配音。佛羅倫斯·史丹利擔任一位女服務生的配音，喬·安·沃利飾演梅普爾斯小姐（Miss Maples），馬祖爾校長的秘書，喬伊·羅倫斯為一個名為查德（Chad）的小角色配音。茱莉·布朗和派特·巴特勒姆（在電影上映前去世）分別作為麗莎（Lisa）和負鼠萊斯特樂園的司儀出現。丹特·巴斯科為書呆子（Trekkie nerd）配音，一名暗戀史黛西的學生。此外，韋恩·奧爾溫以米奇老鼠的身份客串，他在《On the Open Road》中客串，在高飛父子的公路旅行中，他和唐老鴨並排搭便車。帕特·卡罗尔和科瑞·伯頓為一名大女人和她的小丈夫配音。

## 製作
《高飛電影》的製作，是由羅伯特·泰勒和麥可·佩拉扎創作的迪士尼午後節目《高飛家族》（Goof Troop）製作的。該節目的故事著重於高飛和他的兒子麥斯的日常生活。在考慮製作電視特輯的點子時，迪士尼決定將這個故事搬上大螢幕，聘請吉姆·馬貢（Jymn Magon）編寫一部以高飛為主角的長篇劇本。
電影製片人選擇將麥斯的年齡設定得更大，使他成為一名正在求學高中的青少年。這使故事得以在電視節目幾年後的時間背景中發展，為觀眾呈現出高飛和麥斯的新生活階段。電影的導演是迪士尼故事畫家和動畫師凱文·利瑪擔任，這是他的導演處女作。利瑪後來還執導了迪士尼的其他電影，包括《泰山》（1999年）、《102斑點狗》（2000年）和《曼哈頓奇緣》（2007年）。在創作過程中，製作團隊的目標是賦予高飛更多情感層面，超越過去一直保持的滑稽形象。他們希望觀眾能夠看到高飛的情感，而不僅僅是他的滑稽動作。這使電影中的父子動態變得更加豐富和感人。馬貢透露，電影中父子之間的故事靈感來自於華特迪士尼影業集團主席杰弗瑞·卡森伯格的真實故事，當時他和女兒一同進行公路旅行的經歷，而這次旅行促使了他們之間的關係得以改善。
儘管《高飛電影》是由迪士尼製作的作品，但在當時被認為並不如該工作室的主流作品（如《獅子王》）重要，並且與這些電影相比預算相對有限。因此，這部電影是由華特迪士尼動畫工作室、迪士尼电视动画公司和迪士尼卡通工作室聯合製作的，並外包給位於法國和澳洲、以及西班牙和加拿大的其他迪士尼動畫工作室一同協作。預製作業是在加利福尼亚州伯班克的主要工作室進行的，最早可追溯到1993年中期。传统动画工作則是在由保羅和蓋爾坦·布里茲監督的巴黎迪士尼動畫工作室進行，額外的場景動畫則由澳洲雪梨迪士尼工作室的史蒂夫·摩爾（Steve Moore）指導下完成。清理工作後由伯班克的主要工作室進行。額外的清理/動畫則由加拿大的鳳凰動畫工作室完成，而數位墨水和繪畫則由法國的Pixibox工作室負責。電影原定於1994年感恩節上映，然而由於用於捕捉電影動畫的顯示器存在一個壞點，迫使製作團隊必須重新捕捉四分之三的電影，以確保畫面品質無損。
電影中的主要配音演員大多數都是從《高飛家族》後再度參與，包括比爾·法爾莫為高飛配音、吉姆·卡明斯為皮特配音、羅布·保森為皮傑配音。為了符合麥斯的年齡差異，麥斯的角色由當時還在上高中的詹森·馬斯登飾演，取代了《高飛家族》中的聲音演員丹娜·希爾。而阿隆·羅則為麥斯的歌唱聲音配音。其他演員包括凱莉·馬汀為羅克珊、珍納·馮·奧伊為史黛西，以及保利·肖爾為鮑比·齊姆魯斯基配音。
法爾默在兩年半的時間內花了43天錄製對白。最初，傑佛瑞·卡岑伯格要求法爾默為高飛提供一個正常的說話聲音，而不是該角色標誌性的卡通聲音，這讓法爾默感到困惑。他堅持觀眾想聽到他們熟悉的高飛聲音。據法爾默說，維持了一個半星期這種方式的對白之後，邁克·艾斯納和洛伊·愛德華·迪士尼告訴他要用高飛的原聲再次錄製對白。法爾默表示，他當時以五歲的兒子為「心智形象」，以便充分擁抱他作為一位慈愛父親的角色。
導演凱文·利瑪以他高中時期的校長為馬祖爾校長取名。Powerline的角色受到現實中的流行巨星啟發，包括迈克尔·杰克逊、王子和鮑比·布朗。R&B藝人泰文·坎貝爾為Powerline的歌聲提供配音，錄製了歌曲《Stand Out》和《I 2 I》。坎貝爾在綠幕前一邊表演自己編舞的一邊錄製歌曲。這部電影是獻給派特·巴特勒姆，他在完成電影的配音工作後去世。

## 音樂
《高飛電影》的音樂由卡特·伯韦尔提供。包威爾是主要的作曲家；在他與雪莉·沃克合作編排和指揮的樂曲錄音完成後，唐·戴維斯被聘請重新製作他的樂曲，而不是完全編寫一個新的樂曲。包威爾後來寫道：「我的樂曲在某種程度上依賴於不尋常的樂器配置，例如五弦琴，敲擊樂和合唱，而迪士尼則希望有宏偉的音樂規模和熟悉的交響樂效果」。
戴維斯在電影和原聲專輯上被列為「額外音樂」的創作者。R&B歌手泰文·坎貝爾則為電影演唱歌曲《I 2 I》和《Stand Out》，而比爾·法爾默和阿隆·羅演唱了歌曲《After Today》、《On the Open Road》和《Nobody Else But You》。
《高飛電影》的原聲專輯由華特迪士尼唱片於1995年3月18日發行。米切爾·莫索為迪士尼狂熱7翻唱了歌曲《Stand Out》，該專輯於2010年3月9日發行。

### 歌曲
電影中演唱的原創歌曲包括：
| 曲序 | 曲目                 | 演唱者                | 时长 |
| ---- | -------------------- | --------------------- | ---- |
| 1.   | After Today          | 阿隆·羅 & 合唱        |      |
| 2.   | Stand Out            | 泰文·坎貝爾           | 3:00 |
| 3.   | On the Open Road     | 比爾·法爾默 & 阿隆·羅 |      |
| 4.   | Lester's Possum Park | 合唱                  |      |
| 5.   | Nobody Else But You  | 比爾·法爾默 & 阿隆·羅 |      |
| 6.   | I 2 I                | 泰文·坎貝爾           | 4:01 |

## 發行

### 影院
在迪士尼內部，由於《高飛電影》在發布之前經常與卡岑伯格聯繫在一起。1995年4月，由於卡岑伯格和迪士尼首席執行官邁克·艾斯納之間的緊張關係，卡岑伯格遭到迪士尼解雇，而公司則視《高飛電影》的發布為履行合同義務。
《高飛電影》最初計劃於1994年11月18日在影院上映，但由於製作問題，上映日期推遲到了1995年4月，同時《獅子王》被重新上映以填補該電影的空缺。該電影於1995年4月5日在華特迪士尼世界度假區的歡樂島電影院首映，導演凱文·利瑪和配音員比爾·法爾默和珍娜·馮·奧伊參加了首映式；兩天後，該電影在美國內上映。該電影於2017年8月25日至9月4日期間在埃爾卡皮坦劇院進行有限放映。

### 家庭媒體
《高飛電影》於1995年9月6日首次由華特迪士尼家庭娛樂公司在美國和加拿大發行VHS和激光影碟。美國VHS版本特別包含了Parachute Express樂隊歌曲《Doctor Looney's Remedy》的音樂影像，該曲目同樣收錄在他們的視頻《Come Sing with Us》中。在英國，該片於1996年10月18日在影院上映（前面有米奇老鼠短片《大腦失控》），隨後於1997年發行VHS。此外，它於2000年6月20日進行了重新發行，同時附帶了DVD版本成為華特迪士尼金經典系列的一部分。
DVD版本不僅包括了《高飛家族》的一集《Calling All Goofs》和迪士尼選集電視連續劇的一集《The Goofy Success Story》，還附贈了Lou Bega於1999年推出的歌曲《Mambo No. 5》的「迪士尼化」版本。截至目前為止，這部電影和《Doug's 1st Movie》是唯一兩部迪士尼動畫電影以寬螢幕製作並僅在Region 1 DVD上發行的全幕版本。
2019年4月23日，《高飛電影》與《極限高飛》一同以迪士尼電影俱樂部專屬形式發布了藍光版本，經過編輯以更適合觀眾觀看。一個名為「The Bigger Pictures Film Restoration」的影迷修復團隊完成的4K修復數位版在2023年完成，該修復使用AI升級技術來修補低分辨率的線條藝術，刪除負片和正片上的死點、碎片和頭髮。修復過程中，一部35mm相機以接近2K的分辨率捕捉了數位合成的PEGs/Pixibox渲染。Pixibox渲染以高清商業定制校准顯示器顯示，然後使用連續曝光技術逐一幀拍攝35mm。該修復目前尚未對公眾發布，但在YouTube上可以觀看顯示片段和修復過程的紀錄片。
《高飛電影》將於2023年11月14日作為迪士尼傳奇動畫影片收藏系列的一部分再次發布藍光，該系列包括華特迪士尼動畫工作室和皮克斯動畫工作室的100個電影，以慶祝迪士尼公司的100周年。

## 評價

### 票房
《高飛電影》在首週於2,159家影院上映，以610萬美元的票房成績排名第二名。儘管在同一週上映，由威爾·史密斯主演的大片《絕地戰警》以1,550萬美元的票房表現登頂，使得《高飛一家電影》未能奪得冠軍 。
最終，該片在美國票房達到了3,530萬美元。在國際市場則獲得2-300萬美元的票房，部分原因是該片未在大多數海外地區上映，全球總票房達到了3,760萬美元。

### 批判性評價
《高飛電影》在當代評論中獲得了褒貶不一的回應。罗杰·埃伯特給予電影四顆星中的三顆，雖然他承認初次觀看時因投影廳技術問題而未能完全觀賞，但他還是對影片表示了肯定。然而，《奧斯汀紀事報》的路易斯·布萊克給出了一星評論，認為電影忽略了本應著重呈現的父子關係，並將其描述為一部乏味、無趣的作品，並且並不有趣。彼得·斯塔克（Peter Stack）則在《旧金山纪事报》中將電影形容為「殘酷」，並表示對迪士尼公司來說，這電影並非值得驕傲的時刻《洛杉磯時報》對該片的整體調性提出了疑問 。《Empire》的鮑勃·麦卡贝給予了三顆星的評價，但仍然對電影提出了一些質疑，認為整部片充滿了高飛應該獲得到更好待遇的情感。
《紐約時報》的史蒂芬·霍頓批評了電影故事的雜亂和情感分散，認為這使得主角高飛難以完全活靈活現。《綜藝雜誌》的陶德·麥卡錫則對電影配樂提出了批評，同時認為高飛的個性有些過火，表現得傲慢自私，對兒子的意見回應也顯得冷淡。

#### 重新評估
自上映以來，《高飛電影》則經歷了評論的重新評估，使得該作品現在被視為一部「真正的文化經典」。在2020年爛番茄的社論中，拉斐爾·馬托馬約爾（ Rafael Matomayor）強調了這部電影以小規模的故事，出色地描繪了青少年生活和父子關係。他尤其稱讚了電影的原聲帶，認為它充滿可與其他經典作品匹敵的曲目，使得這部電影對每個觀眾都有所共嗚。
常識媒體的內爾·米諾則讚揚了電影的低調和幽默感，並總結指出：「即使是青少年也會喜歡跟著高飛一家展開這次公路之旅」。The Mary Sue的普林塞斯·威克斯引用了電影的原聲帶和故事，解釋了為什麼這部電影「仍然是一部完美的父子電影」。

### 榮譽
該電影在第23屆安妮獎中入圍「最佳動畫片獎」製作類別，以及在個別類別中入圍「最佳製作設計」、「最佳分鏡板」、「最佳音樂」和「最佳動畫」等獎項。

## 影響
儘管在電影上映期間的票房表現平平，但在1995年開始在家庭媒體銷售方面取得成功後，《高飛電影》迅速贏得了一大批忠實粉絲。這種新的興趣引發了基於該電影的新商品在主要零售商處開始銷售。
2015年8月14日，加利福尼亚州安納海姆的安納海姆會議中心舉辦的迪士尼D23活動中，舉行一場為紀念該電影20周年的聚會。包括比爾·法爾莫、詹森·馬斯登、吉姆·卡明斯、羅布·保森、珍納·馮·奧伊、製片人唐·哈恩。華萊士·肖恩、保利·肖爾和導演凱文·利馬則以視訊訊息形式出席。該活動還包括了法爾莫、馬斯登和泰文·坎貝爾的音樂表演 。雖然並不是D23最大的活動之一，但該座談會實際上吸引了約1,000名粉絲參加，使得博覽會不得不拒絕一些粉絲的入場。
在城市建造遊戲《迪士尼夢幻王國：打造你自己的魔幻樂園》中，皮特作為電影角色出現，除了提到了該電影，穿著相同的衣服，包括擁有相同的房車，並在裡面露營。2016年，坎貝爾上傳了一段他與樂隊恩菲爾德進行即興演奏的視頻，其中演唱了《I 2 I》和《Stand Out》。
2018年6月，巴黎迪士尼樂園舉辦了為期一周的「迪士尼FanDaze」活動，其中包括多個專門致敬迪士尼系列的表演。其中之一包括「Max Live! Gettin' Goofy With It」，並由麥斯表演了《高飛電影》的歌曲。2019年4月，《美國偶像》第十七季的迪士尼之夜上，歌手尤奇演唱了《I 2 I》。
製片人弗蘭克·安戈尼斯（Frank Angones）表示，該電影在2017年電視連續劇《新唐老鴨俱樂部》系列的早期開發中產生了很大影響，特別是對唐老鴨的影響，因為創作者「希望《新唐老鴨俱樂部》的角色能像《高飛電影》對高飛所賦予的角色一樣」。該系列本身包含了對該電影的多個引用，包括《Stand Out》的歌曲，負鼠萊斯特樂園的出現以及高飛、麥斯和羅克珊的照片。
2021年10月，《舞動奇跡》第30季的迪士尼週第一晚，由科迪·瑞格斯比和謝莉·伯克跳探戈舞《Stand Out》的表演為特色。在保羅·湯瑪斯·安德森的電影《甘草比萨》的i-D採訪中，擔任女主角的艾拉娜·海姆將《高飛電影》列為他有史以來最喜歡的電影。
電影中高飛和皮特在熱水浴缸裡對話場景的視覺設計，被引用為《神秘小鎮大冒險》第2季中的一集《Roadside Attraction》中一個相似場景的靈感，此集的DVD解說中提到了這一點。
2022年，皮克斯導演石之予表示她受到《高飛電影》的啟發，將其作為他的導演處女作《青春養成記》（2022年）的故事靈感。同年，《亞特蘭大》第四季的第八集《The Goof Who Sat By the Door》作為諷刺紀錄片講述了該電影的製作過程。
2023年，在迪士尼樂園度假區的米奇卡通城區域的翻新背景音樂中，新增了一個新的管弦樂版《I 2 I》。在高飛的家裡擺設的照片則增加麥斯在萬聖節裝扮模仿Powerline的照片。此外，高飛的庭院現在包括對大腳怪和Powerline的引用作為遊樂區的一部分。在該地區的El CapiTOON劇院的售票亭內，有對負鼠萊斯特樂園、Powerline以及麥斯在萊斯特樂園遇到的小女孩的引用。在遊樂設施的排隊區內有一些拙劣的電影海報，包括一張特寫高飛和麥斯（模仿1976年電影《怪誕星期五》）的電影海報，標語是「父子倆永遠不會見面的故事」，還有另一張（模仿2008年電影《歌舞青春3：畢業季》）的電影海報，上面有麥斯、皮傑、羅克珊、鮑比和史黛西的合影，排隊區的售貨亭有一個展示區域，展示了一種名為Powerlimes的糖果品牌，上面有Powerline的形象，還有一個贈送負鼠萊斯特樂園之旅的優惠卷。

## 續作
《高飛電影》的直接續集名為《極限高飛》，於2000年以DVD和VHS形式發行，作為《高飛家族》系列的完結篇。回歸續集的角色包括高飛、麥斯、皮傑、皮特和鮑比。羅克珊和史黛西在續集中缺席並未提及。在這部電影中，高飛面臨失業的危機，決定報讀麥斯最近開始上學的大學重新開始，而麥斯和他的朋友則參加了世界极限运动会。

## 外部連結
- 官方网站
- 互联网电影数据库（IMDb）上《高飛電影》的资料（英文）
- 大卡通資料庫上《高飛電影》的資料（英文）

- AllMovie上《高飛電影》的资料（英文）